# Пожар в „Света Богородица“ (Париж)
На 15 април 2019 г., малко преди 18:50 ч. местно време, избухва пожар на покрива на катедралата „Света Богородица“, Париж, Франция, който нанася значителни щети на сградата. Шпилът и покривът на катедралата се срутват по време на пожара.

## Инцидент
Пламъците обхващат горната част на катедралата, включително нейните две камбанарии и централния шпил, като покривът се срутва и шпилът пада в кораба на катедралата. Кметицата на Париж Ан Идалго го описва като „ужасен“ огън. Ил дьо ла Сите, на който стои Нотр Дам, е евакуиран. Говорител на катедрала казва, че "цялата [сграда е] гори ... няма да остане нищо. Остава да видим дали хранилището, което защитава катедралата, ще бъде засегнато, или не."

## Причини
Причината за пожара все още не е определена. Предполага се, че тя може да бъде свързана с ремонтни дейности в сградата. Бронзовите статуи са премахнати от площадката за подготовката на ремонта. Филип Вилньов, главен архитект на историческите паметници във Франция, заявява през юли 2017 г., че „замърсяването е най-големият виновник“, когато първоначалните опасения за състоянието на катедралата са били повдигнати.

## Реакции
Френският президент Еманюел Макрон отложи телевизионна изява в понеделник вечер, след като катедралата „Света Богородица“ се запали. Той трябваше да даде телевизионно обръщение, за да очертае мерките, които възнамерява да предприеме след националните обществени дебати, проведени в отговор на протестното движение на жълтите жилетки.
Председателят на Европейския съвет Доналд Туск публикува в Туитър: "Парижката „Света Богородица“ е „Света Богородица“ на цяла Европа. Днес всички сме с Париж.“
Канцлерът на Германия Ангела Меркел заяви в съобщение до Франция, че „Света Богородица“ е „символ на френската и европейската култура“, а германският външен министър Хейко Маас каза, че пожарът „удря сърцата“ на германския народ.
Президентът на САЩ Доналд Тръмп публикува в Туитър: "Толкова е ужасно да се наблюдава масивният пожар в катедралата „Света Богородица“ в Париж. Трябва да се действа бързо!"